# ジョーダン・ピックフォード
ジョーダン・リー・ピックフォード（Jordan Lee Pickford、1994年3月7日 - ）は、イングランド・シティ・オブ・サンダーランドのワシントン出身のサッカー選手。プレミアリーグ・エヴァートン所属。イングランド代表。ポジションはゴールキーパー。

## クラブ経歴

### サンダーランド
8歳でサンダーランドAFCの下部組織に入団し、2011年にトップチームに昇格した。

#### 下位リーグへのレンタル
2012年1月、カンファレンス・ナショナルのダーリントンFCへレンタル移籍し、同月21日のフリートウッド・タウンFC戦でデビューを果たした.。
2013年2月25日、同じくカンファレンス・ナショナルのアルフレトン・タウンFCに1ヶ月の短期レンタルで加入。
2013年8月2日、フットボールリーグ2のバートン・アルビオンFCに移籍したが、同月17日に退団。9月13日、バートン・アルビオンFCに再加入した。
2014年2月8日、フットボールリーグ1のカーライル・ユナイテッドFCに1ヶ月の短期レンタルで加入。
2013-14シーズン終了後、サンダーランドと2018年までの新契約を結んだ。
2014年7月21日、フットボールリーグ1のブラッドフォード・シティAFCに加入した。
2015年7月31日、チャンピオンシップのプレストン・ノースエンドFCに加入。

#### サンダーランド復帰
2016年1月1日、サンダーランドに復帰。2016-17シーズンのプレミアリーグでサンダーランドは19位と低迷したが、ピックフォード自身は好プレーを連発し評価を高めた。

### エヴァートン
2017年6月15日、エヴァートンFCへの移籍が発表された。5年契約で移籍金はボーナスを含めると3000万ポンドであり、これはイングランド人キーパーとしては史上最高額であり、当時のゴールキーパー史上3番目の金額である。同シーズンはリーグ戦全試合に出場した。
2018-19シーズンもリーグ戦の全試合でゴールマウスを守り、昨シーズンと同様にマンチェスター・ユナイテッドFCの関心を持たれた。一方で3月にニューカッスル・ユナイテッドFCのサポーターとトラブルになったり、駐車場の身体障害者用のスペースに愛車のランボルギーニを止めるなど、ピッチ外での問題も目立った。

## 代表経歴

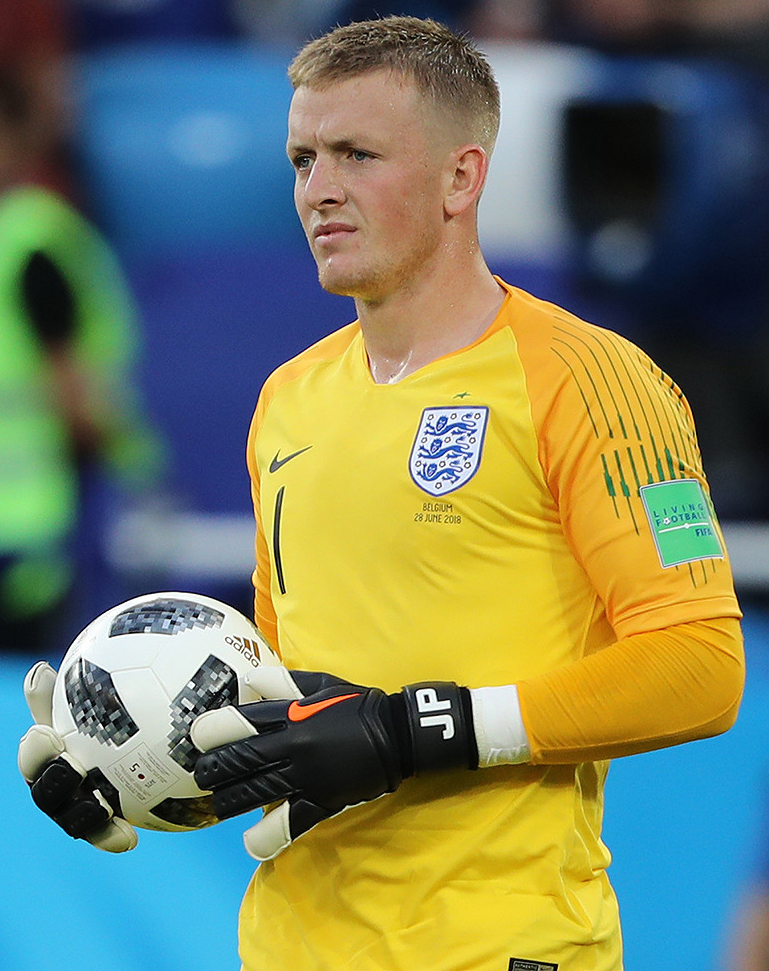
2018年ワールドカップで

2017年8月、W杯最終予選に望むイングランド代表に初選出されたが、怪我による影響で辞退。
同年11月、親善試合ドイツ戦で代表デビューを果たし、無失点に抑えた。
2018 FIFAワールドカップのメンバーにも選出され、本大会ではグループリーグ初戦から正GKとして出場。ベスト16のコロンビア戦ではPK戦でカルロス・バッカのキックを止めるなど、それまでW杯のPK戦過去3戦全敗だったイングランドを初勝利に導いた。準々決勝のスウェーデン戦では数回の好セーブでピンチを救い、イングランドのベスト4進出に貢献し、MOMに選ばれた。UEFA EURO 2020のメンバーにも選出され、決勝のイタリア戦ではPK戦でアンドレア・ベロッティとジョルジーニョのキックをセーブしたが、味方3人が失敗して準優勝に終わった。
2022年11月10日、2022 FIFAワールドカップに臨むイングランド代表に招集された。
UEFA EURO 2024では、正GKとして全試合に出場。自身も好セーブを連発し決勝進出に貢献したが、決勝でスペインに敗れ、2大会連続の準優勝に終わった。

## エピソード
既婚者で、1人の子供がいる。2021-22シーズン終了後にはモルディブで挙式した。

## 個人成績

### クラブ
2022年11月12日現在
| クラブ                          | シーズン | リーグ                   | リーグ | リーグ | カップ | カップ | リーグカップ | リーグカップ | その他 | その他 | 通算 | 通算 |
| クラブ                          | シーズン | ディビジョン             | 出場   | 得点   | 出場   | 得点   | 出場         | 得点         | 出場   | 得点   | 出場 | 得点 |
| ------------------------------- | -------- | ------------------------ | ------ | ------ | ------ | ------ | ------------ | ------------ | ------ | ------ | ---- | ---- |
| サンダーランド                  | 2011-12  | プレミアリーグ           | 0      | 0      | 0      | 0      | 0            | 0            | —      | —      | 0    | 0    |
| サンダーランド                  | 2012-13  | プレミアリーグ           | 0      | 0      | 0      | 0      | 0            | 0            | —      | —      | 0    | 0    |
| サンダーランド                  | 2013-14  | プレミアリーグ           | 0      | 0      | 0      | 0      | 0            | 0            | —      | —      | 0    | 0    |
| サンダーランド                  | 2014-15  | プレミアリーグ           | 0      | 0      | —      | —      | —            | —            | —      | —      | 0    | 0    |
| サンダーランド                  | 2015-16  | プレミアリーグ           | 2      | 0      | 1      | 0      | —            | —            | —      | —      | 3    | 0    |
| サンダーランド                  | 2016-17  | プレミアリーグ           | 29     | 0      | 0      | 0      | 3            | 0            | —      | —      | 32   | 0    |
| サンダーランド                  | 通算     | 通算                     | 31     | 0      | 1      | 0      | 3            | 0            | —      | —      | 35   | 0    |
| ダーリントン (loan)             | 2011-12  | カンファレンスナショナル | 17     | 0      | —      | —      | —            | —            | —      | —      | 17   | 0    |
| アルフレトン・タウン (loan)     | 2012-13  | カンファレンスナショナル | 12     | 0      | —      | —      | —            | —            | —      | —      | 12   | 0    |
| バートン・アルビオン (loan)     | 2013-14  | リーグ2                  | 12     | 0      | —      | —      | 1            | 0            | —      | —      | 13   | 0    |
| カーライル・ユナイテッド (loan) | 2013-14  | リーグ1                  | 18     | 0      | —      | —      | —            | —            | —      | —      | 18   | 0    |
| ブラッドフォード・シティ (loan) | 2014-15  | リーグ1                  | 33     | 0      | —      | —      | —            | —            | 1      | 0      | 34   | 0    |
| プレストン・ノースエンド (loan) | 2015-16] | チャンピオンシップ       | 24     | 0      | —      | —      | 3            | 0            | —      | —      | 27   | 0    |
| エヴァートン                    | 2017-18  | プレミアリーグ           | 38     | 0      | 1      | 0      | 1            | 0            | 6      | 0      | 46   | 0    |
| エヴァートン                    | 2018-19  | プレミアリーグ           | 38     | 0      | 2      | 0      | 0            | 0            | —      | —      | 40   | 0    |
| エヴァートン                    | 2019-20  | プレミアリーグ           | 38     | 0      | 1      | 0      | 4            | 0            | —      | —      | 43   | 0    |
| エヴァートン                    | 2020-21  | プレミアリーグ           | 31     | 0      | 0      | 0      | 2            | 0            | —      | —      | 33   | 0    |
| エヴァートン                    | 2021-22  | プレミアリーグ           | 35     | 0      | 2      | 0      | 0            | 0            | —      | —      | 37   | 0    |
| エヴァートン                    | 2022-23  | プレミアリーグ           | 14     | 0      | 0      | 0      | 0            | 0            | —      | —      | 14   | 0    |
| エヴァートン                    | 通算     | 通算                     | 194    | 0      | 6      | 0      | 7            | 0            | 6      | 0      | 213  | 0    |
| 総通算                          | 総通算   | 総通算                   | 341    | 0      | 7      | 0      | 14           | 0            | 7      | 0      | 368  | 0    |

## 代表歴

### 出場大会
- イングランド代表
  - 2018 FIFAワールドカップ
  - 2022 FIFAワールドカップ

### 試合数
- 国際Aマッチ 61試合 0得点（2017年-）[34]

2024年6月7日現在
| イングランド代表 | 国際Aマッチ | 国際Aマッチ |
| 年               | 出場        | 得点        |
| ---------------- | ----------- | ----------- |
| 2017             | 1           | 0           |
| 2018             | 14          | 0           |
| 2019             | 9           | 0           |
| 2020             | 6           | 0           |
| 2021             | 12          | 0           |
| 2022             | 8           | 0           |
| 2023             | 8           | 0           |
| 2024             | 3           | 0           |
| 通算             | 61          | 0           |

## タイトル

### 代表
- トゥーロン国際大会 : 2016[35]

### 個人
- エヴァートンFCシーズン最優秀選手 : 2回 (2017-18, 2021-22)
- UEFAネーションズリーグベストイレブン : 1回 (2019)